# بيلي براون (رسام)
بيلي براون (بالإنجليزية: Billy Brown) هو موسيقي ورسام وفنان وكاتب أغاني وعازف بيانو أيرلندي، ولد في 1943، وتوفي في 6 يونيو 1999 بسبب سكتة.